# NGC 6411
NGC 6411 est une galaxie elliptique située dans la constellation du Dragon. Sa vitesse par rapport au fond diffus cosmologique est de (3 748 ± 9) km/s, ce qui correspond à une distance de Hubble de 55,3 ± 3,9 Mpc (∼180 millions d'al). NGC 6411 a été découverte par l'astronome prussien Heinrich Louis d'Arrest en 1861.
À ce jour, une quinzaine de mesures non basées sur le décalage vers le rouge (redshift) donnent une distance de 49,473 ± 12,771 Mpc (∼161 millions d'al), ce qui est à l'intérieur des valeurs de la distance de Hubble.

## Supernova
La supernova SN 1999da a été découverte le 5 juillet 1999 par les astronomes R. Johnson et W. D. Li dans le cadre du programme conjoint LOSS/KAIT (Lick Observatory Supernova Search de l'observatoire Lick et The Katzman Automatic Imaging Telescope de l'université de Californie à Berkeley. Cette supernova était de type Ia-pec.